# IJSO Brasil 2011
A IJSO Brasil 2011 foi a etapa nacional da oitava edição da IJSO (Olimpíada Internacional Júnior de Ciências). A Primeira Fase desta olimpíada científica foi disputada em 11 de junho e a Fase Final em 10 de setembro de 2011.
A prova classificatória foi realizada diretamente nas escolas inscritas, espalhadas por diversas regiões brasileiras. Os 105 melhores alunos foram selecionadas para a Fase Final, sediada simultaneamente em: Escola Politécnica da USP (São Paulo-SP), Instituto Dom Barreto (Teresina-PI), Colégio Olimpo (Goiânia-GO), Colégio Ari de Sá Cavalcante (Fortaleza-CE) e Colégio Londrinense (Londrina-PR).
O evento foi organizado pela B8 Projetos Educacionais, responsável também pela implementação de outros eventos científicos no Brasil, como o IYPT .

## Primeira Fase
No dia 11 de junho (sábado), todos os colégios inscritos aplicaram aos seus estudantes a prova da Primeira Fase da IJSO Brasil. A avaliação foi composta por 45 questões de múltipla escolha, igualmente distribuídas entre as três grandes áreas da Ciência (Física, Química e Biologia).
O critério de pontuação seguiu as regras da competição internacional, isto é, a cada resposta correta era acrescentado 1 ponto e a cada resposta errada a nota era decrescida de 0,25 ponto (questões em branco não aumentavam nem decresciam a nota final).

## Fase Final
Os 105 alunos com melhor desempenho foram convocados para a Fase Final da IJSO Brasil. Pela primeira vez, esta fase decisiva da competição foi sediada simultaneamente por cinco cidades brasileiras.
- Sede Sudeste: Escola Politécnica da USP, São Paulo-SP
- Sede Sul: Colégio Londrinense, Londrina-PR[3]
- Sede Nordeste I: Instituto Dom Barreto, Teresina-PI[4]
- Sede Nordeste II: Colégio Ari de Sá Cavalcante, Fortaleza-CE[5]
- Sede Centro-Oeste: Colégio Olimpo, Goiânia-GO

As provas foram compostas por 8 testes e 5 questões dissertativas de cada uma das três matérias envolvidas. Cada questão de múltipla escolha valia 1 ponto (seguindo o critério da competição internacional comentado anteriormente) e cada exercício analítico valia 2 pontos. Os 28 melhores estudantes foram premiados com medalhas de ouro, prata e bronze.

### Programação
Sábado, 10 de setembro de 2011 

13:00 - 13:15: Credenciamento 

13:15 - 13:45: Cerimônia de Abertura 

14:00 - 17:30: Prova "IJSO Brasil - Fase Final" 

18:00 - 18:30: Cerimônia de Encerramento

## Resultado Final
O resultado final foi divulgado no dia 18 de setembro, contemplando os seguintes alunos:
Ouro:
- Liara Guinsberg
- Bruno Kenichi Saika
- Nicholas de Souza Costa Lima
- Marcelo Rigotto Stachuk
- Andre Carvalho Guimaraes
- Luciano Drozda Dantas Martins

Prata:
- Fabrício Ribeiro Sousa de Carvalho
- Nicolas Teichi Kaneko
- João Marcus Bacurau
- Matheus Pessoa Colares
- Nicolas Seoane Miquelin
- Leonardo Enrico Marchiorio Mendes
- Ailton José de Souza Junior
- Odilio Matheus Sousa Queiroz
- Guilherme Ribeiro Moreira
- Lucas Henrique Carvalho Furquim
- Aci Ariana da Silva de Oliveira

Bronze
- Rafael Rodrigues Rocha de Melo
- Antonio Auto Medina Moreira
- Gabriel de Carvalho Tollini
- Bárbara Nery de Souza
- Daniel Costa Xavier de Oliveira
- Thiago Costa Marinho da Silveira
- Wilson Barbosa Rocha Neto
- Gabriel Demetrius Bertoldo da Silva
- Alexandre Gabriel Silva Rêgo
- Ludmila Monteiro Gomes
- Marcos Paulo de Almeida Pantuza

## Time Nacional
Os seis alunos medalhistas de ouro da IJSO Brasil foram convidados a integrar o time que representou o país na etapa internacional da competição. Os alunos realizaram inúmeras atividades de preparação teóricas e experimentais simulando as avaliações a que foram submetidos em Durban, África do Sul, entre os dias 1 e 10 de dezembro.
Repetindo feito que o Brasil obtém desde 2007, todos os estudantes brasileiros foram premiados na competição internacional. Luciano Drozda Dantas Martins, Liara Guinsberg e Bruno Kenichi Saika ganharam medalhas de prata enquanto Nicholas de Souza Costa Lima, Marcelo Rigotto Stachuk e André Carvalho Guimarães receberam medalhas de bronze.